# Love Death Immortality
Albums de The Glitch Mob
Drink the Sea
(2010) See Without Eyes
(2018)
Love Death Immortality est le deuxième album du trio américain de musique électronique The Glitch Mob. Il sort le 11 février 2014.
La couverture de l'album et le premier single Can't Kill Us sont diffusés le 17 décembre 2013 en téléchargement libre par l'intermédiaire de la page Facebook du groupe. L'album est disponible en écoute gratuite sur internet pour la France dès le 7 février 2014, soit 4 jours avant la sortie officielle de l'album.

## Liste des pistes
| 1.    | Mind Of A Beast                                    | 4:17 |
| 2.    | Our Demons (feat. Aja Volkman)                     | 5:17 |
| 3.    | Skullclub                                          | 5:49 |
| 4.    | Becoming Harmonious (feat. Metal Mother)           | 4:41 |
| 5.    | Can't Kill Us                                      | 4:55 |
| 6.    | I Need My Memory Back (feat. Aja Volkman)          | 5:48 |
| 7.    | Skytoucher                                         | 6:09 |
| 8.    | Fly By Night Only (feat. Yaarrohs)                 | 4:48 |
| 9.    | Carry The Sun                                      | 4:57 |
| 10.   | Beauty Of The Unhidden Heart (feat. Sister Crayon) | 4:30 |
| 51:11 |                                                    |      |